# Azincourt-i csata
Az azincourt-i csata (angolul: Battle of Agincourt, franciául: Bataille d'Azincourt) a százéves háború egyik legfontosabb ütközete, a hadtörténet egyik nevezetes csatája volt 1415. október 25-én Calais mellett V. Henrik angol király és VI. Károly francia király csapatai között. Az angolokat a király, a franciákat Charles d’Albret főhadparancsnok (connétable) és Jean La Maingre marsall vezette az ütközetben. A franciák súlyos vereséget szenvedtek.

## Előzmények
III. Eduárd angol király Franciaország csaknem egyharmadát hódította meg a 14. században. 1415-re ezeknek a területeknek a jelentős részét elveszítették az angolok, de még komoly birtokaik maradtak Franciaországban: Calais, Bordeaux és a mögöttes területek, valamint a tengerpart egy jelentős szakasza. Amikor V. Henrik partra szállt a csatorna túloldalán, azzal a szándékkal érkezett, hogy ismét birtokba vegye az elvesztett területeket és megújítsa igényét a normandiai hercegségre.
Henrik hadserege 1415. augusztus 13-án szállt partra Észak-Franciaországban és egy 12 000 fős hadsereggel ostromolta Harfleur kikötőjét. Az ostrom hosszabb lett, mint azt korábban várta. A város szeptember 22-én megadta magát, ám az angol hadsereg nem távozott október 8-áig: a hadjáratra alkalmas évszak véget ért és az angol hadsereg nagy veszteséget szenvedett el különböző betegségek miatt. Henrik úgy döntött, hogy hadserege nagyobb részével (mintegy 7000 fővel) Calais-ba megy, ahol utánpótláshoz juthat a tél folyamán.
Az ostrom alatt a franciák toboroztak egy hadsereget, amely Rouen körül gyülekezett. A franciák remélték, hogy sikerül a 9000 fős hadtestet még Harfleur eleste előtt létrehozni, ez azonban nem sikerült. Ezért követték Henriket északra és arra törekedtek, hogy ostromzár alá vegyék a Somme folyó mentén. Sikeresen kényszerítették Henriket, hogy Calais-től délre keressen a folyón gázlót az átkeléshez. Az angolok végül átkeltek a Somme-on és folytatták az északra menetelést. A folyó védelme nélkül a franciák bizonytalanok voltak, hogy kikényszerítsenek-e egy csatát. Október 24-éig nézett farkasszemet egymással a két hadsereg, miközben a franciák újabb csapatok érkezésére vártak. Másnap a franciák időhúzó taktikaként tárgyalásokat kezdeményeztek, de Henrik megparancsolta a hadvezetésének, hogy kényszerítsenek ki egy csatát, habár az angoloknak nagyon kevés élelmük volt, valamint két és fél hét alatt meneteltek 260 mérföldet, továbbá betegségektől (például a vérhastól) szenvedtek, és sokkal nagyobb számú jól felszerelt francia sereggel néztek szembe. Mindazonáltal Henrik a biztonságos Calais-ba akart érni: nem várhatta meg, hogy a franciák erősítést kapjanak.

## Csata

### Angol csapat
A történelemkönyvek szerint az angol hosszúíjaknak köszönhető a győzelem, amellyel halomra lőtték a francia lovagokat, akárcsak Crécynél. Azonban a franciák lovasai újfajta, keményebb páncéllal voltak felszerelve, amely ellen a hosszúíj hatástalan volt. Márpedig Henrik seregének több mint kétharmada íjászgyalogos volt, ám nem azért állított ki ennyi íjászt, mert ezek erejében bízott, hanem mert ezek a katonák olcsóbbak voltak.
Az angol gyalogság soraiban harcolt a cseh Jan Žižka is.

### Francia csapat
A franciák vezérei, Charles d’Albret és Le Maingre marsall, tapasztalt katonák és jó hadvezérek voltak, akik ismerték az angol taktikát. A két lovag már harcolt a III. magyar-török háborúban I. (Luxemburgi) Zsigmond oldalán Bulgáriában is, ahol a török gyalogsági taktikának is szemtanúi lehettek, s a százéves háború más csatáiban is volt idejük a gyalogságot megfigyelni. A sereg jórészt lovasságból állt, amely fegyelmet nem tartott, tagjai elsősorban a francia nemesek voltak.

### Harc lefolyása

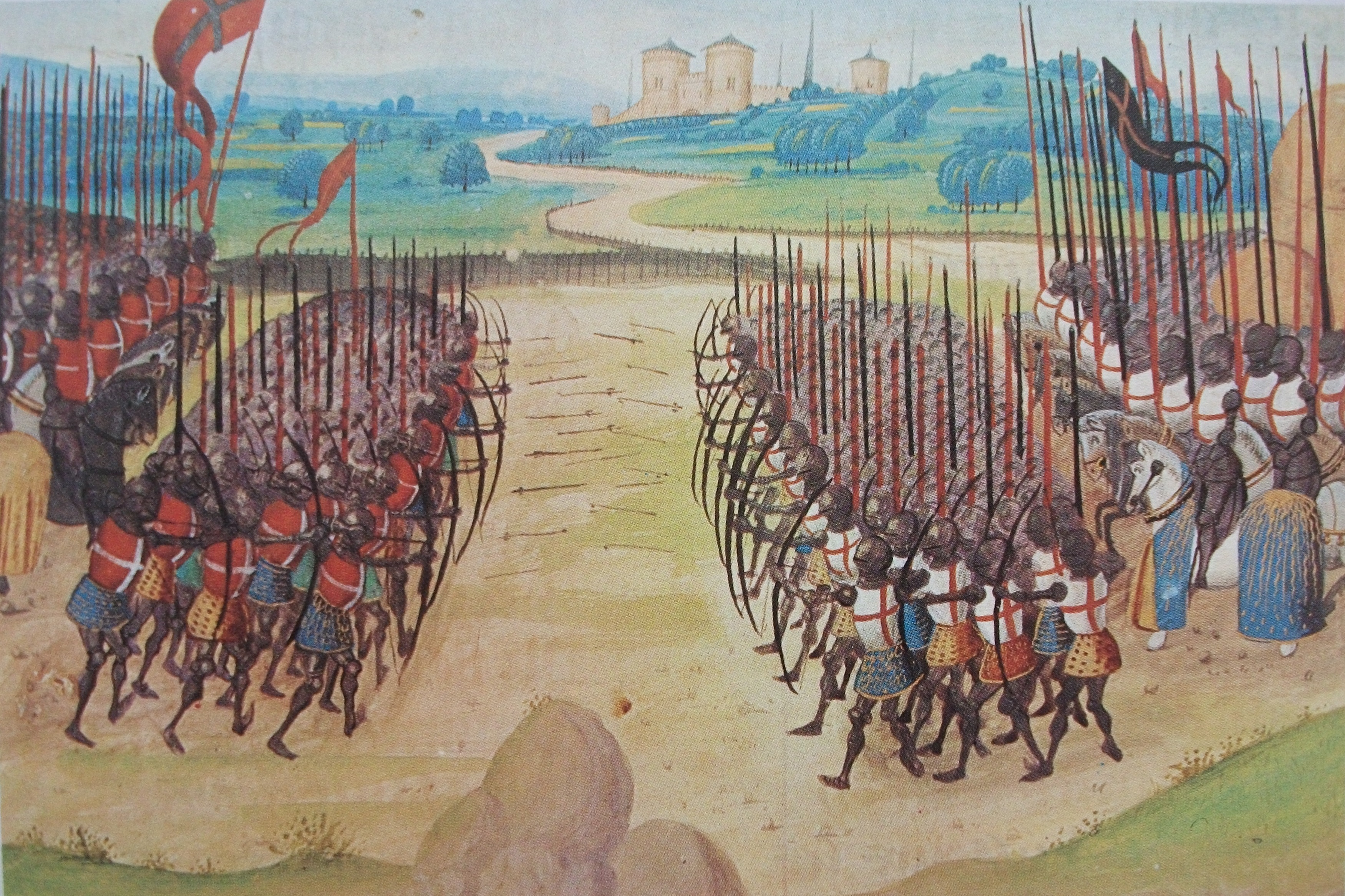
Azincourt-i csata, 15. századi illusztráció

Azincourt-i csata lefolyása

D’Albret jó haditervet dolgozott ki, amelyben a fő szerep a lovagok rohamának jutott. A lovagoknak nem nyeregben kellett volna az ellenség sorait áttörniük, hanem a terv szerint lendületből áthatolnak az ellenség íjászainak tüzén, majd gyalogosan vetik rá magukat az angolokra. De a nemesek a hadvezetés utasításait csak részlegesen hajtották végre: nem a győzelem megszerzése érdekelte s a hazaszeretet vezette őket, hanem csak a zsákmányolás és a nemesi foglyok ejtése, hogy azokért később váltságdíjat követeljenek.
A csata napján az angol íjászgyalogság harcra készen állt a kihegyezett karók mögött, amely a roham további gátja volt. A talaj alaposan felázott az esőtől, s számos akadály gátolta a franciákat, így még ha a követték is volna a lovagok a hadvezetés utasításait, akkor sem tudtak volna egykönnyen eljutni az angol állásokig. A francia támadás az akadályok és a sár miatt nehézkesen indult meg. Az angol gyalogság heves nyílzáport zúdított a támadókra, akiknek páncéljáról ugyan lepattantak a nyilak, de lovaikat semmi sem védte, így azokat a nyilak vagy megölték, vagy súlyosan megsebesítették. Az angol vonalakat elérő lovagok a parancsról megfeledkezve nem szálltak le lovukról, ám a posványos talajon sokan közülük így is lebuktak lovukról, bele a sárba, ahol a követők tovább taposták őket, így megfulladtak. Akik pedig elérték az angol vonalakat, olyan rendezetlenül és egymásra torlódva próbálták meg felvenni a harcot, hogy még a könnyűfegyverzetű angol íjászok sem féltek kézitusába bonyolódni velük. A csatában részt vevő burgundi katona, későbbi krónikás, Jean de Wavrin így írt erről: az angol íjászok „ledobva íjukat és nyilaikat, felkapva kardjukat, bárdjukat, husángjukat, baltájukat, fokosukat és más fegyvereiket” rontottak rá a francia lovasokra.
Megint mások viszont előkelőket kezdtek el keresgélni az ellenség soraiban, de senkit sem találtak, hiszen a gyalogság az egyszerű nép, a parasztok és polgárok fiaiból tevődött össze. A franciák keresgélés közben alig használták fegyverüket, míg a viszonylag gyengébb felszereltségű angolok sokukat leszedték lovukról és úgy ölték meg. A csata végére mintegy hatezer francia esett el, köztük volt d’Albret is. Az angolok vesztesége huszadannyinál is kevesebb volt.

### Következmények
Másnap reggel Henrik visszatért a csatatérhez és elrendelte a sérültek és halottak számbavételét. Ekkorra már a nemesek holttestét és a sebesülteket elszállították, viszont a legtöbb közember, akiket éjszakára otthagytak a mezőn, túlságosan súlyosan sebesült meg ahhoz, hogy egészségügyi ellátás nélkül életben maradhasson.
Megbízható források hiánya miatt lehetetlen pontos adatot adni a francia és angol áldozatok számáról. Mindazonáltal, bár a franciák az angolokat számban felülmúlták, veszteségeik is sokkal magasabbak voltak, mint az angoloké.
Juliet Barker legalább 112 angol áldozatot becsült meg. Egy meglehetősen elterjedt becslés az angol áldozatok számát 450 főre teszi, ami nem jelentéktelen szám egy 6000 fős hadseregben, de messze kevesebb, mint a franciák vesztesége.
A franciák súlyos veszteségeket szenvedtek. Több ezren meghaltak, három herceget, öt grófot és 90 bárót is beleértve. A rabok számára vonatkozó becslések 700 és 2200 fő közé esnek.

## Modern hatások

## Szakirodalom
- Georges Duby (szerk.): Franciaország története I. kötet, Budapest, Osiris Kiadó, 2005, ISBN 9789633897560
- Klaniczai Gábor (szerk.): Európa ezer éve: a középkor I.-II., Budapest, Osiris Kiadó, 2005, ISBN 963-389-819-6
- Szántó György Tibor: Anglia története, Maecenas történelmi könyvek, Akkord Kiadó, 2007, ISBN 978-963-9429-98-7
- John Keegan: A csata arca. A közkatonák háborúja, 1415–1976. Agincourt, Waterloo és a Somme; ford. Kőrös László; 2. jav. kiad.;  Akadémiai, Budapest, 2013 (Hadiakadémia)